# Kyokushinkai
Il Kyokushinkai o Kyokushin Karate ("Via della verità" o "Verità assoluta" - Kyokushinkai significa letteralmente "Associazione per l'estrema verità") è uno stile di Karate fondato dal maestro Masutatsu Ōyama ufficialmente nel 1961 in occasione dell'apertura di un dojo a Tokyo, sebbene Oyama fosse noto anche fuori dei confini del Giappone, e in particolare negli Stati Uniti, già dagli anni cinquanta.
Ispirato al Confucianesimo e alla filosofia Zen, questo stile di Karate rappresenta la sintesi delle esperienze del maestro Oyama, che sin da giovanissimo si è dedicato alle arti marziali praticando il Judo e il pugilato. Determinante per la sua formazione la frequentazione del dojo di Gichin Funakoshi, futuro fondatore del Karate Shotokan, presso l'università Takushoku, dove inizia a studiare con dedizione il Karate di Okinawa. Tra le esperienze del fondatore del Kyokushinkai si segnala inoltre il biennio nella Butokukai, l'accademia formativa dell'Arma Imperiale Giapponese specializzata in guerriglia, spionaggio e combattimento a mani nude.
Lo stile Kyokushin si basa su una severa disciplina e un allenamento particolarmente rigoroso anche perché in gara si prevede il contatto pieno e nessuna protezione, sebbene siano vietati i pugni al volto. I gradi di abilità sono distinti con vari colori delle cinture che gli allievi indossando su una divisa, rigorosamente bianca, e sono nell'ordine: bianca, arancione, blu, gialla, verde, marrone e nera.
Alla morte di Oyama, la sua associazione IKO "International Karate Organization" Kyokushinkaikan subì numerose divisioni da parte dei suoi allievi. Pur divisa dal punto di vista burocratico, i vari rami dell'organizzazione continuano a praticare la disciplina con sottilissime differenze, mantenendo pressocché inalterato lo spirito della stessa.

## Storia

### Origini
Oyama nacque a Gimje il 27 luglio 1923 nella regione di Il-Loong, in Corea, durante il lungo periodo di occupazione giapponese; sin da giovane si appassiona al combattimento sia in prima persona che come spettatore. Nel 1938 emigrò in Giappone, dove studiò il Karate di Okinawa sotto la guida di Gichin Funakoshi, conquistando il secondo dan. Successivamente Oyama si allenò sotto Yoshida Kotaro, un famoso maestro di Daito-ryu Aiki-jujutsu/Yanagi-ryu Aiki-jujutsu, dal quale ha ricevuto un'antica forma di grado: menkyo kaiden - un rotolo di carta che significa "dominio" - da Kotaro. Questo rotolo di carta si trova ancora in mostra presso l'Honbu Dojo di Tokyo.
Lo scopo era quello di sviluppare una forma di Karate che sapesse contrapporsi al Kung Fu e al Taekwondo al fine di ridare dignità allo spirito nipponico, già pesantemente provato dal dopoguerra. Ispirato al Confucianesimo e alla filosofia Zen, il Kyokushin era dunque, nella mente e nelle intenzioni del suo fondatore, un laboratorio dove dovevano confluire le tecniche più efficaci prodotte dalle varie arti marziali e sport da combattimento da lui studiate: dal Karate al Pugilato, dal Kung Fu al Taekwondo, dal Judo all'Aikido.
Negli anni immediatamente successivi all'esordio la durezza degli allenamenti promossa sotto Oyama divenne proverbiale e non era infrequente assistere quotidianamente a incidenti come naso e denti rotti, svenimenti eccetera: se da un lato questo alimentava il mito del "karate più forte al mondo", dall'altro ne impediva una reale diffusione di massa. Serviva quindi una soluzione, che Oyama trovò nel bandire i pugni al viso nel regolamento di gara; così facendo si evitarono gli incidenti più diffusi, ma si ebbe anche un effetto collaterale: quella che infatti doveva essere nelle intenzioni di Oyama un intelligente strumento di diffusione si trasformò negli anni a venire in un enorme limite, soprattutto nelle occasioni di confronto con altre arti marziali e sport da combattimento che iniziarono a spopolare negli anni novanta.
Con l'intenzione di ripristinare l'onore perduto del Kyokushin il maestro Hatsuo Royama, uno dei più illuminati allievi di Oyama, fondò la Kyokushin-kai International, unica organizzazione di Kyokushin giapponese a promuovere la pratica di combattimento con pugni al viso, lotta in piedi e a terra. Bandendo l'eccessiva commercializzazione, Royama intendeva ripristinare lo spirito antico del Kyokushin tradizionale preservando l'incolumità fisica del praticante e coltivandone al tempo stesso la formazione spirituale.
È importante sottolineare che concettualmente il Kyokushin Karate, così come ideato da Oyama, prevede l'uso di proiezioni a terra dell'avversario (derivazione dal judo), leve articolari (aikido e jujitsu), pugni al viso nel kihon geiko (pugilato) e altro ancora. Anche se apparentemente poco contemplate nel tradizionale allenamento quotidiano nei vari dojo, tali tecniche sono tanto frequentemente quanto inconsapevolmente allenate da ogni praticante in una forma "esoterica", cioè in modo nascosto alla vista più superficiale dell'osservatore esterno così come del praticante inesperto o del principiante. È quindi errato ritenere che a tutt'oggi il Kyokushin Karate sia uno stile ormai datato o incompleto sebbene tale conoscenza superiore è, purtroppo o per fortuna, appannaggio di una minoranza di praticanti molto esperti.

## Tecniche e addestramento
L'addestramento del Kyokushin consiste di tre elementi principali: le tecniche di base, le forme e il combattimento. Questi sono individuati come "le tre K": il Kihon (tecniche di base), il Kata (forme o combattimento immaginario contro uno o più avversari) e il Kumite (combattimento).

### Tecniche di base (Kihon geiko)
Il sistema del Kyokushin è basato sul karate tradizionale come lo Shotokan e il Gōjū-ryū ma incorpora molti elementi degli sport da combattimento e da altre arti marziali come pugilato e Taekwondo nel Kumite.
In questa forma di karate l'istruttore e tutti i suoi studenti devono prendere parte a un duro combattimento preparandosi per un pieno contatto. Diversamente dalle altre forme di karate, il Kyokushin pone ampia enfasi sul combattimento a contatto pieno che viene svolto a mani nude e senza protezioni (ad eccezione dei genitali/inguine). In fase di allenamento e/o preparazione a gare e tornei è previsto, in taluni casi o specifiche situazioni, l'uso di guanti e di attrezzatura protettiva. Questa apparente violenza si smorza in quanto non sono permessi pugni al viso degli avversari, puntando comunque a ridurre la possibilità di un danno serio; ginocchiate e calci alla testa e al volto sono invece permessi, diversamente dai pugni ciò è permesso perché Oyama capì, negli anni, che è proporzionalmente molto più difficile e arduo colpire un avversario in gara con un calcio piuttosto che con le mani e questo costringe l’atleta ad un allenamento molto impegnativo affinché sviluppi tali capacità di velocità, non solo nella semplice esecuzione di una o più tecniche di calcio ma nell’apprendere il giusto spostamento e la giusta distanza rispetto all’avversario per poter mettere a segno la tecnica in una condizione estremamente dinamica
Il Kyokushin, come alcuni stili di Karate tradizionali, è uno stile ispirato al concetto taoista di circolo: comincia in un punto e termina in un cerchio, in opposizione al karate Shotokan ritenuto uno stile più lineare; è proprio questo il significato del simbolo stesso della Kyokushinkai, il Kanku (観空). Sebbene Oyama avesse appreso il Karate studiando lo stile Shotokan è quando, dopo pochi anni, passa al Gōjū-ryū che ottiene l'idea di fondare una sua scuola (quindi un nuovo stile): questa sua esperienza è riflessa nel Kyokushin, dove il primo addestramento assomiglia allo Shotokan ma gradualmente diviene più vicino alle tecniche circolari e alle strategie del Gōjū-ryū.

### Combattimento (Kumite)
Il combattimento, chiamato Kumite, è usato per applicare le varie tecniche all'interno di una situazione di lotta. Il combattimento è un'importante parte dell'addestramento nelle tante organizzazioni di Kyokushin, specialmente ai livelli superiori e solitamente con gli studenti esperti.
Oltre a questi tre fattori principali è bene sottolineare che il kyokushin è basato su altri elementi distintivi, rispetto agli stili più tradizionali, come il marcato e rigoroso addestramento fisico e l'allenamento al sacco o ai colpitori, che costituiscono elementi imprescindibili per il praticante di tale stile al pari del Kihon e del Kumite.
Nelle maggiori organizzazioni di Kyokushin colpire con la mano e con il gomito alla testa e al collo è proibito; nonostante questo i calci alla testa, i colpi di ginocchio, i pugni e i calci, così come i colpi di gomito e i colpi a mano aperta alla parte superiore del tronco e calci all'interno ed all'esterno della gamba, sono consentiti. In alcune organizzazioni sono indossati guanti e paratibie, specialmente fuori di un ambiente di torneo. I bambini portano il caschetto per ridurre l'impatto dei calci sulla testa. La velocità e il controllo sono fondamentali nel combattimento e in un ambiente di addestramento non vi è tanto l'intenzione di ferire il proprio avversario, quanto quella d'eseguire con successo il colpo corretto.
In un combattimento da gara dove è previsto il KO le regole sono significativamente diverse perché l'obiettivo è di abbattere l'avversario. Nel Kyokushin l'ultima e più estrema prova è il combattimento contro cento uomini (Hyakunin Kumite) che viene svolto, ai nostri giorni, solitamente in un solo giorno. La tradizione vuole che questa estrema prova di spirito nacque dopo che Oyama affrontò trecento uomini, gran parte (se non tutti) suoi allievi, per tre giorni consecutivi, fin quando nessuno di loro fu più in grado di sostenere il combattimento. Reputando eccessivamente dura e difficilmente ripetibile la prova in tali termini, Oyama ritenne dunque che essa dovesse rappresentare la sfida definitiva per coloro che raggiungono i massimi livelli nel Kyokushin.

### Tipologie di combattimento

#### Jissen Kumite(combattimento sportivo)
È la tipologia di combattimento tipica del Kyokushin attualmente praticata nelle maggior parte delle competizioni sportive. Si tratta di un combattimento a contatto pieno dove è possibile colpire l'avversario con tecniche di pugno nudo al corpo (dunque non al viso), di calcio (su tutto il corpo) e di ginocchio (senza clinch).

#### Sogu Kumite(combattimento tradizionale)
Il Sogu Kumite vuole ricreare quello che nel tempo è andato perduto ovvero la prova di spirito, coraggio e forza che aveva dato al Kyokushin la fama di uno degli stili di Karate più forti e letali esistenti: l'atleta di Kyokushin-kan deve essere infatti un Budoka completo in grado di confrontarsi con i praticanti di qualsiasi arte marziale.
Il combattimento prevede tecniche di pugno (anche al viso), calci (su tutto il bersaglio), proiezioni, leve e strangolamenti. Nel regolamento agonistico per dilettanti si utilizzano guantini, paratibie, conchiglia, paradenti e caschetto protettivo (con o senza grata). I professionisti combattono invece con guantini, conchiglia e paradenti.

### Autodifesa
Anche conosciuto come Goshin-jutsu, le specifiche tecniche di autodifesa unite alla strategia derivano dagli studi di Oyama nel Daitō-ryū Aiki-jūjutsu sotto Kōtarō Yoshida. Queste tecniche non furono mai inserite nel sistema di classificazione formale e il Kyokushin crebbe orientato come sport, mentre l'addestramento all'autodifesa cominciò a cadere nell'oblio. Oggi viene praticata solamente in un numero limitato di Dojo.

## Il Kyokushinkai oggi
Esisteva una sola organizzazione sotto il controllo della fondatore Oyama, ma dopo la sua morte questa si divise e si formarono vari gruppi, ognuno dei quali si proclamava rappresentante dell'Honbu originale. Le varie altre organizzazioni sono scaturite dal Kyokushin e hanno insegnato tecniche simili ma usando nomi diversi. Anche numerosi dojo sparsi per il mondo affermano di insegnare un curriculum di Kyokushin senza collegamento formale all'organizzazione. Anche se difficile da quantificare, si pensa che il numero di studenti e istruttori coinvolti in tutto il mondo nell'imparare o insegnare lo stile o una delle sue variazioni vicine è significativo e si conta nei milioni. La vedova di Oyama morì nel giugno 2006 dopo una lunga malattia e secondo il sistema legale giapponese il custode della proprietà intellettuale di Oyama e lascito è la più giovane delle sue figlie, Kikuko (detta anche Kuristina), che ora dirige l'IKO Hombu.

### Gradi
| Ordine di cintura nel Kyokushinkai |
| Bianca MUKYU                       |
| Gialla 10 & 9 KYU                  |
| Arancione 8 & 7 KYU                |
| Blu 6 & 5 KYU                      |
| Verde 4 & 3 KYU                    |
| Marrone 2 & 1 KYU                  |
| Nera DAN (tutti i gradi)           |

Il colore delle cinture trae origine dal Judo così come l'addestramento in 'gi' o più correttamente, in giapponese, 'dōgi'. Nel Kyokushin l'ordine delle cinture è il seguente:
10º kyu Gialla Jokkyu
9º kyu Gialla + Kyuku
8º kyu Arancione Hachikyu
7º kyu Arancione + Nanakyu
6º kyu Blu Rokukyu
5º kyu Blu + Gokyu
4º kyu Verde Yonkyu
3º kyu Verde + Sankyu
2º kyu Marrone Nikyu
1º kyu Marrone + Ikkyu
Ogni cintura colorata prevede due livelli, con il secondo indicato mediante una striscia sulla medesima cintura. La cintura bianca, comunque, non rappresenta un livello e serve solamente per tenere il 'gi' a posto. In altre parole la cintura bianca è usata da principianti ancora non classificati. A partire dalla cintura nera, invece, la classificazione avviene tramite i dan e non più i kyu.
Esistono molte idee su come si codificarono i colori delle cinture, qualcuna più romantica di altre. Una storia afferma che agli studenti di una scuola di Karate veniva data una cintura bianca e, a seguito dell'uso, le cinture degli allievi si sarebbero gradualmente macchiate di scuro, così che una persona che era di un livello elevato e che si era addestrata per molto tempo ne avrebbe quindi avuta una nera/marrone/sporca. Questo è un modo per incoraggiare gli studenti ad addestrarsi più duramente e avrebbe la sua base, in verità, nel fatto che chi pratica arti marziali, come regola generale, non lavi la cintura dopo essersi allenato. 
Un'altra versione associa i vari colori delle cinture alle fasi di crescita di una pianta, rappresentata dal kōhai, dall'allievo:
- Cintura bianca: la pianta è appena nata, spoglia, indifesa, ma dall'infinito potenziale;
- Cintura gialla: la pianta si pone in direzione del sole per iniziare a crescere;
- Cintura arancione: i raggi del sole riscaldano la pianta, che inizia a svilupparsi;
- Cintura blu: la pianta è in piena fase di crescita e punta verso il cielo;
- Cintura verde: la pianta è ormai completamente sviluppata, piena di rami e foglie;
- Cintura marrone: le foglie sono cadute, e la pianta adesso inizia a puntare alla terra da cui ha avuto origine;
- Cintura nera: la pianta è ormai morta, ma i suoi semi sono sparsi attorno a lei, pronti a dare il via a un nuovo inizio.[2]

L'idea che la cintura contenga lo spirito di addestramento e la fatica di anni è intrisa sicuramente di un'aria romantica in Oriente così come in Occidente ma ha molto più che una base di verità, e chiare origini, soprattutto in Oriente. La tradizione di lavare solo lievemente le cinture è basata più probabilmente sulla motivazione pratica che perdono il loro colore se lavate spesso (invece che con l'allenamento, come previsto) e comunque per ovvie motivazioni di natura igienica.

## Influenza sugli altri stili con contatto pieno
Il Kyokushin ha avuto una grande influenza su altri stili, i quali ne hanno adottato le modalità di competizione (è consentito il pieno contatto dalla cintura in su - Full contact karate). Questi stili sono chiamati stili di atterramento o stili di karate da K.O. .

### Stili di karate originati dal Kyokushin
- Ashihara
- Budokai
- Daido-Juku
- Godokai
- Kokondō
- Enshin
- Seidō-Juku
- Seidokaikan
- Shidōkan
- Zendokai

## Nella cultura di massa

### Videogiochi
Le mosse di Ryu e Ken nel Street Fighter della Capcom si basano sul Kyokushin; si narra che Ryu fosse basato su Yoshiji Soeno, un allievo di Mas Oyama; Nella serie Tekken della Namco il lottatore e protagonista Jin Kazama viaggiò a Brisbane, in Australia, alla fine del terzo torneo per cambiare stile di combattimento dal Karate in stile Mishima al Kyoukushin dopo essere stato tradito da suo nonno Heihachi Al tempo della creazione di Tekken, Cameron Quinn – un noto istruttore di Karate Kyokushinkai, interpretò Mas Oyama, e autore de Il Budo Karate di Mas Oyama – fu insegnante ed ebbe allievi come Garry O'Neill e Walter Schnaubelt nel suo ben noto dojo Kyokushin nella città di Brisbane.
Nei videogiochi della SNK, Ryuuko No Ken e The King Of Fighters, lo stile di lotta della famiglia Sakazaki (Takuma, Ryo, Robert e Yuri), ossia lo stile Kyokugen, è chiaramente ispirato al Kyokushin. Il fondatore del Kyokugenryu, Takuma Sakazaki, è un chiaro omaggio a Masutatsu Oyama soprattutto nelle fattezze fisiche. In The king of fighters XIII nello stage del Kyokugenryu dojo, appeso al muro, nella parte sinistra dello stage, si vede chiaramente un manifesto con la foto di Takuma Sakazaki che colpisce con uno shuto un toro, chiaro riferimento al famoso video che vede Mas Oyama lottare contro appunto un toro.

### Film
Nel 2004 è stato girato in Corea un film intitolato Fighter in the Wind che tratta la vita di Masutatsu Oyama, a partire dalle sue esperienze nell'aviazione giapponese, passando per il suo periodo di allenamento solitario, per giungere infine ai combattimenti che lo hanno reso celebre. Il film ha riscosso molto successo nel mondo cinematografico orientale.
Nella trilogia di films con protagonista Sonny Chiba e diretti da Kazuhiko Yamaguchi furono prodotti in Giappone fra il 1975 e il 1977: Champion of Death, Karate Bearfighter e Karate for Life. Chiba interpretò il Maestro Oyama che inoltre compare anche in due film.
Il film di James Bond Si vive solo due volte, con protagonista Sean Connery, fu girato in Giappone e presentava una dimostrazione di karate compiuta da un numero di noti studenti di Kyokushin, inclusi Shigeo Kato (che introdusse il Kyokushin in Australia e fu originariamente insegnante di Shokei Matsui) ed il noto Akio Fujihira, che fu uno dei tre combattenti che raccolsero la sfida di Muay Thai nel 1964 e che ha combattuto sul ring con il nome di Noboru Osawa.
Nel film Never Back Down - Combattimento leale il maestro di MMA Case Walker, interpretato dall'attore Michael Jai White (noto praticante di Karate), ha sul braccio sinistro il tatuaggio rappresentante il simbolo del kanji caratteristico del Kyokushinkai.